# Maickel Ferrier
Maickel Ferrier (Enschede, 27 gennaio 1976) è un ex calciatore olandese, di ruolo difensore.

## Carriera
Difensore alto e fisicamente molto potente (oltre 95 kg di peso), esordì in Eredivisie, la massima serie nazionale dei Paesi Bassi, nel campionato 1995-1996 con la maglia del Volendam.
Nella primavera 1996 è stato suo malgrado al centro di un caso di razzismo: il suo ventilato acquisto da parte degli italiani del Verona fu infatti osteggiato dalla tifoseria dell'Hellas, con l'esposizione di un manichino nero impiccato nella curva dello stadio Marcantonio Bentegodi durante un derby veronese.
La società gialloblù rinunciò all'acquisto, ufficialmente, per presunti problemi fisici, sicché il giocatore venne successivamente ingaggiato sempre in Italia dalla Salernitana, squadra con cui disputò poco più di mezza stagione in Serie B, per proseguire in prestito al Catania in Serie C2, senza tuttavia riuscire ad emergere.
Tornò quindi nei Paesi Bassi dove militò per due stagioni in massima divisione nel Cambuur, per proseguire la carriera in Eerste Divisie, la seconda serie nazionale.
Al termine della carriera, rimasto in patria, è divenuto imprenditore nel campo della ristorazione.